# Wer weiß, wohin?
Wer weiß, wohin? (Originaltitel: Et Maintenant, On Va Où?) ist ein französisch-libanesischer Film der Regisseurin Nadine Labaki aus
dem Jahr 2011. Der Film lief bei den Internationalen Filmfestspielen in Cannes 2011 in der Reihe Un Certain Regard und gewann den Publikumspreis beim Toronto Film Festival 2011.

## Handlung
In einem Dorf irgendwo im Libanon leben Christen und Moslems Tür an Tür nebeneinander. Immer wieder hat es in der Vergangenheit blutige Konflikte gegeben und so liegen auf dem Friedhof viele junge Männer. Auch in der Gegenwart kommt  es immer wieder zu Konflikten, vor allem zwischen den Männern. Die Gründe dafür wissen sie meist selbst nicht mehr und meist genügen schon Kleinigkeiten. Obwohl der Imam, der Priester und die Frauen alles versuchen, um die Männer zur Vernunft zu bringen, wird die Lage immer aufgeheizter. Doch die Frauen haben genug von dem ewigen Blutvergießen.
Die Dörflerinnen probieren gemeinsam einige ungewöhnliche Aktionen aus, in denen der einzige Fernseher des Dorfes, eine ukrainische Table-Dance-Truppe und selbstgebackene Haschkekse tragende Rollen spielen. Am Ende gelingt es den Frauen, die Waffen der Männer unschädlich zu machen und durch einen Rollentausch können sie die Männer von der Unsinnigkeit ihres Verhaltens überzeugen.

## Hintergrund
Vier Jahre nach ihrem  Erstlingsfilm Caramel, der in einem Beiruter Schönheitssalon spielte, veröffentlicht Regisseurin, Drehbuchautorin und Hauptdarstellerin Nadine Labaki ihren zweiten Spielfilm und siedelt ihn diesmal in einem namenlosen Land an, das jedoch unschwer als Libanon zu erkennen ist. Sie schildert das schwierige Zusammenleben von Christen und Moslems, zeigt aber auch, dass ein friedliches Miteinander im Nahen Osten ein Zukunftstraum ist, für den es sich zu kämpfen lohnt. Der Libanon meldete Labakis Tragikomödie in der Kategorie „Bester fremdsprachiger Film“ für den Oscar.

## Rezeption
„Nadine Labaki, die selbst eine der Hauptrollen übernimmt, setzt auf die Logik und die Kraft der Frauen, sie setzt alles ein, was das Filmrepertoire hergibt, vom mit Songs verzierten Musical über Drama und Tragödie bis hin zur Komödie. Zur Authentizität tragen nicht nur die oft überzeugenden Laiendarsteller, sondern auch die Originalschauplätze bei, an denen Moschee und Kirche wie in der Geschichte nebeneinander stehen“

## Auszeichnungen
- People’s Choice Award 2011 bei Toronto Film Festival